# 1727

## أحداث
- فبراير - تأسيس الدولة السعودية الأولى على يد الامام محمد بن سعود في الدرعية.[1]
- 4 مارس - الثُّوار الأرمن يهزمون الجَيْش العُثماني الكبير في معركة هاليدزور.

## مواليد
- توماس غينزبرة رسام من المملكة المتحدة

## وفيات
- أنطوني فان ليفينهوك
- إسماعيل بن علي الشريف
- كاثرين الأولى
- 20 مارس - إسحاق نيوتن (ولد في 1642).
- 22 مارس - السلطان العلوي مولاي إسماعيل (ولد سنة 1645).